# Samuel Nijsingh

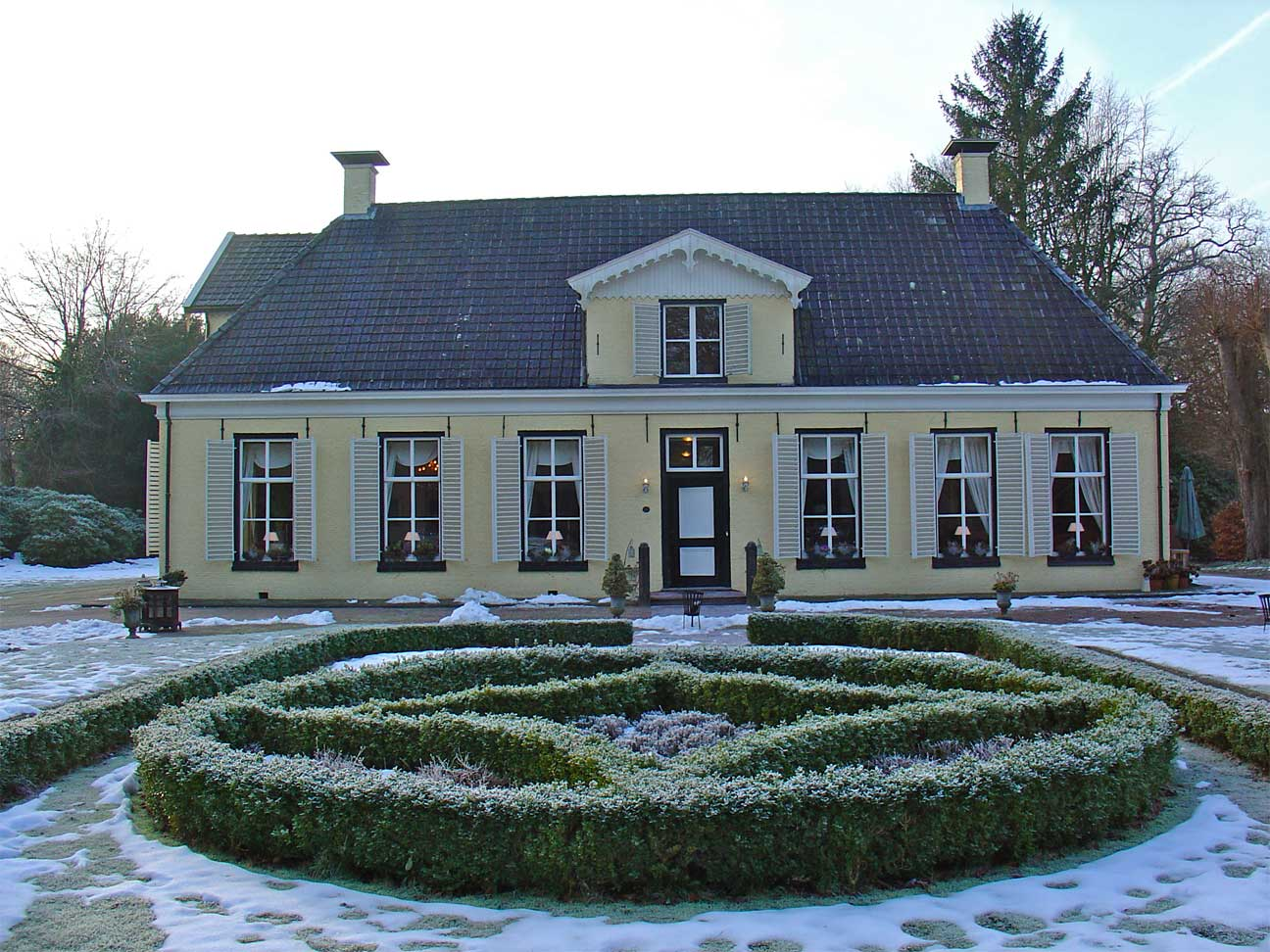
Het tegenwoordige Huis Lemferdinge in het vroegere schathuis van de havezate Lemferdinge

Samuel Nijsingh (gedoopt Groningen, 3 april 1679 - Eelde, 17 maart 1741) was secretaris van de Landschap Drenthe en ette voor het dingspel Oostermoer.

## Leven en werk
Nijsingh was een zoon van de secretaris van de Landschap Drenthe  Lucas Nijsingh en Arendina Emmius. Hij studeerde vanaf 1 februari 1697 rechten aan de universiteit van Groningen. In december 1698 werd hij benoemd tot adjunct-secretaris van de Landschap Drenthe, ter ondersteuning van zijn vader. Hij volgde zijn vader op als secretaris toen die in 1707 werd gekozen tot gedeputeerde van Drenthe. Vanaf 1702 was Nijsingh tevens ette voor het dingspel Oostermoer. Beide functies vervulde hij tot zijn overlijden in maart 1741.
Nijsingh trouwde op 17 juni 1707 met Theodora Elisabeth Ellents, dochter van de ontvanger-generaal Coenraad Ellents en Anna Geertruid Sichterman. Nijsingh woonde tot 1720 met zijn gezin op het landgoed De Braak in Paterswolde, dat in het bezit van zijn vader was. Hun zoon Coenraad Samuel werd gedeputeerde van Drenthe.

## Lemferdinge
Nijsingh erfde na het overlijden van zijn vader in 1720 Lemferdinge in Paterswolde. Na zijn overlijden in 1741 bleef zijn weduwe op Lemferdinge wonen. Ook hun zoon Coenraad Samuel Nijsingh heeft er met zijn gezin gewoond. Na haar overlijden in 1765 moest Lemferdinge door de erfgenamen worden verkocht. Het huis heeft daarna van 1766 tot 1788 de status van havezate bezeten.